# 小張藩
小張藩（おばりはん）は、江戸時代前期に常陸国筑波郡小張（現在の茨城県つくばみらい市小張）に存在した藩。

## 藩史
戦国時代、小張は小田氏と結城氏（多賀谷氏）が争っていた場所である。慶長8年（1603年）、遠江久野藩主であった松下重綱が、居城の石塁を許可なく築いたことから幕府により懲罰的な移封を命じられて小張に1万6000石で入ったことが、小張藩の立藩である。重綱はその後の大坂の陣で軍功を挙げたことから、元和9年（1623年）3月に下野烏山藩に移され、小張藩は廃藩となった。
延宝7年（1679年）、松平乗政が1万石を領したことから小張藩が再び立藩する。乗政は徳川家綱の小姓で5000石を領していたが、延宝7年に若年寄に栄進したことから常陸国河内郡・真壁郡などに5000石を加増されて大名に列したのである。天和元年（1681年）7月、下総国結城郡の内にさらに5000石を加増された。そして翌年、信濃小諸藩に移封されたことから、小張藩は完全に廃藩となった。

## 歴代藩主

### 松下家
外様。1万6000石。
1. 重綱（しげつな）【慶長8年藩主就任－元和9年3月移封、廃藩】

### 松平（大給）家
譜代。1万石→1万5000石。
1. 乗政（のりまさ）【延宝7年7月藩主就任－天和2年移封、廃藩】〔若年寄〕